# Blasimont
Blasimont (en francès Blasimon) és un municipi francès situat al departament de la Gironda i a la regió de la Nova Aquitània.

## Demografia
| 1962                                       | 1968 | 1975 | 1982 | 1990 | 1999 | 2007 |
| ------------------------------------------ | ---- | ---- | ---- | ---- | ---- | ---- |
| 805                                        | 836  | 782  | 666  | 701  | 711  | 861  |
| Des de 1962: població sense dobles comptes |      |      |      |      |      |      |

## Administració
| Període   | Identitat                   | Partit |
| --------- | --------------------------- | ------ |
| 1860-1881 | Bertrand Aristide Macluzeau |        |
| 1881-1904 | Mathieu Eugène Lescourt     |        |
| 1904-1922 | Jacques Perie               |        |
| 1922-1965 | Louis Saint-Jean            |        |
| 1965-1983 | Volny Favory                | PS     |
| 1983-1995 | Pierre Lhomme               |        |
| 1995-2008 | Rodolphe Struk              |        |
| 2008-     | Daniel Barbe                |        |